# Neolitiska flintgruvorna i Spiennes
De neolitiska flintgruvorna i Spiennes i Hainaut, Belgien, är ett av Unescos 812 världsarv. Området är ett drygt 100 ha stort område med en stor koncentration av uråldriga flintgruvor från neolitisk tid.